# Абдилманов, Болат Мазимбаевич
Болат Мазимбаевич Абдилманов (12 ноября 1960; село Каракоз, Аксуйский район, Талды-Курганская область, Казахская ССР) — советский и казахский актёр театра и кино. Заслуженный деятель Республики Казахстан (2001). Кавалер ордена «Курмет» (2009).

## Биография
Родился 12 ноября 1960 года в совхозе Каракоз Аксуйского района Талды-Курганской области. 
В 1982 году окончил Алматинский государственный театрально-художественный институт (мастерская народного артиста СССР, Лауреата двух Государственный премий СССР, профессора И. Ногайбаева)
С 1985 по 1992 года — артист Казахского государственного академического театра для детей и юношества имени Г. Мусрепова.
С 2005 года — Член союза кинематографистов Казахстана.
С 1992 по 2006 года — артист Казахского государственного академического театра драмы имени М. О. Ауэзова, был признан «Лучшим актёром театра» за роль Абая в спектакле «Абай». За театральные роли стал победителем в номинации «Актёр второго плана» за роль в спектакле «Томирис», в номинации «Мастер сценической речи» за роль в спектакле «Ақын... Періште... Махаббат...».
С 2006 года — актёр Киностудии «Казахфильм» имени Шакена Айманова
С 2016 года — снова в труппе Театра им. Ауэзова

## Фильмография
|    | Год         | Название                                            | Роль                  | Режиссёр                           |
| -- | ----------- | --------------------------------------------------- | --------------------- | ---------------------------------- |
| 1  | 1984        | Бойся, враг, девятого сына                          |                       | Виктор Чугунов и Виктор Пусурманов |
| 2  | 1997        | Сагыныш (Казахстан)                                 | Боранбай              |                                    |
| 3  | 2001 — 2003 | Саранча (телесериал, Казахстан)                     | Дастанов              | Галина Ефимова                     |
| 4  | 2006        | Меч Махамбета                                       |                       |                                    |
| 5  | 2007        | Застава                                             | Шейх                  |                                    |
| 6  | 2007        | Однажды в багажнике (Казахстан)                     | Ербол                 |                                    |
| 7  | 2008        | Откройте дверь - я счастье! (телесериал, Казахстан) | Аманжол               |                                    |
| 8  | 2008        | Братья (сериал)                                     | Тренер                | Рашид Сулейменов                   |
| 9  | 2009        | Прощай, Гульсары!                                   | Прокурор              |                                    |
| 10 | 2010        | Город мечты (сериал 2010 – ...)                     | Мансур                |                                    |
| 11 | 2010        | Однажды в багажнике                                 | Ербол                 |                                    |
| 12 | 2011        | Алдар Көсе (Казахстан)                              | главный кади          |                                    |
| 13 | 2011        | Ағайынды-2 (Казахстан, не был завершён)             | Айбар, тренер Куаныша | Рашид Сулейменов                   |
| 14 | 2012        | Войско Мын Бала                                     | Богембай              | Ахан Сатаев                        |
| 15 | 2014        | Ограбление по-казахски                              | генерал Бисембаев     | Каиржан Орынбеков                  |
| 16 | 2016        | Дорога к матери                                     | Ералы                 | Ахан Сатаев                        |
| 17 | 2015        | 16 кыз (комедия) (Казахстан)                        | Генерал               | Канагат Мустафин                   |
| 18 | 2017        | Бастық боламын                                      | Төбет                 | Ерлан Касымжанулы                  |
| 19 | 2018        | Той любой ценой                                     | друг продюсера 2      | Канагат Мустафин и Айдын Сахаманов |

## Награды и звания
- 2001 — Присвоено почётное звание «Заслуженный деятель Республики Казахстан» (за заслуги в области казахского театрального и киноискусства)[1][2]
- 2001 — Медаль «10 лет независимости Республики Казахстан»
- 2004 — Государственная стипендия Республики Казахстан в области культуры[3]
- 2009 — Орден Курмет (за большие заслуги в развитии отечественной культуры и искусства) (15.12.2009)[4]
- 2016 — Медаль «25 лет независимости Республики Казахстан»
- 2021 (2 декабря) — Орден «Парасат»;[5]